# Chylophaga australis
Chylophaga australis är en tvåvingeart som först beskrevs av Ricardo 1912.  Chylophaga australis ingår i släktet Chylophaga och familjen rovflugor. Inga underarter finns listade i Catalogue of Life.